# تپه عزالدین
تپه عزالدین مربوط به دوره اشکانیان - دوره ساسانیان است و در شهرستان تفرش، بخش مرکز ی، دهستان بازرجان، روستای عزالدین واقع شده و این اثر در تاریخ ۱۸ اسفند ۱۳۸۷ با شمارهٔ ثبت ۲۵۰۳۱ به‌عنوان یکی از آثار ملی ایران به ثبت رسیده است.